# Asteridea
Asteridea là một chi thực vật có hoa trong họ Cúc (Asteraceae).

## Loài
Chi Asteridea gồm các loài: